# Sacabaya
Sacabaya, nazywany też Tambo Quemado – wulkan piroklastyczny w Boliwii, w Altiplanie; o wysokości 4215 m n.p.m.
Sacabaya ma średnicę 8 kilometrów, a wyniosłości 360 metrów. Wulkan składa się z ignimbrytu, który utworzył tarczę. Tarcza jest zwieńczona obszarem otworów wentylacyjnych z wieloma nakładającymi się kraterami i ma wydłużony kształt. Na południowym krańcu znajduje się najmłodszy z kraterów, w którym znajduje się kopuła lawy.
Wulkan wykazuje aktywność fumarolową i szacuje się, że pochodzi z holocenu.
Roślinność regionu odpowiada półsuchej punie. Teren wokół jest bezdrzewny i składa się głównie z ciernistych krzewów, traw, sukulentów i roślin poduszkowych. Jest wykorzystywany gospodarczo jako pastwisko dla lam, alpak i owiec.